# Хау (залив)
Ха́у (англ. Howe Sound) — залив треугольной формы, являющийся целой сетью фьордов, расположенный к северо-западу от Ванкувера.

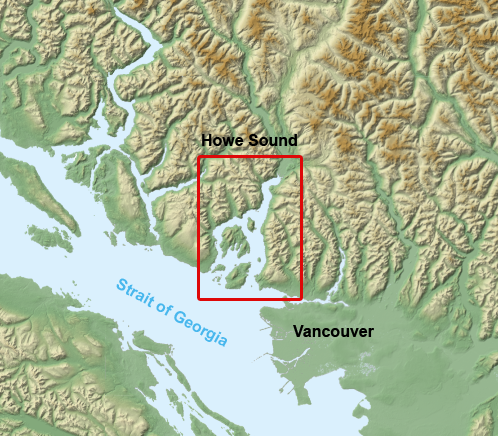
Расположение залива Хау в Британской Колумбии

## География
Вход в залив Хау из пролива Джорджии находится между Уэст-Ванкувером и Саншайн-Костом. Пролив имеет треугольную форму, своим юго-восточным концом выходит к проливу Джорджии и имеет длину 42 километра до северной оконечности у Скуомиша. В проливе находится несколько островов, три из которых довольно крупные и гористые. Крутые материковые берега усиливают силу ветра: в северной части залива она составляет 20 узлов и более. На восточном берегу залива Хау расположено небольшое обнажение вулканической породы — вулканический центр Уотс-Пойнт.